# Live in Paris and Toronto
Live in Paris and Toronto – album koncertowy kanadyjskiej wykonawczyni muzyki folkowej i celtyckiej Loreeny McKennitt wydany w 1999 roku, nakładem Quinland Road.
Nagrania dostępne na albumie zostały zarejestrowane w trakcie trasy promocyjnej krążka The Book of Secrets w kwietniu i maju 1998 r. Dochód z wydawnictwa został przekazany na Fundację The Cook-Rees Memorial Fund For Water Search And Safety, niosącą pomoc ofiarom wypadków na akwenach wodnych.
Jest to ostatni krążek McKennitt przed dłuższą przerwą w karierze. Kolejne wydawnictwo ukaże się dopiero 7 lat później (krążek Ancient Muse wydany w 2006 r.).

## Spis utworów
CD 1
1. "Prologue" – 5:00
2. "The Mummers' Dance" – 3:54
3. "Skellig" – 5:24
4. "Marco Polo" – 4:35
5. "The Highwayman" – 9:19
6. "La Serenissima" – 5:55
7. "Night Ride Across the Caucasus" – 6:22
8. "Dante's Prayer"  5:25

CD 2
1. "The Mystic's Dream" – 6:29
2. "Santiago" – 5:32
3. "Bonny Portmore" – 3:50
4. "Between the Shadows" – 4:18
5. "The Lady of Shalott" – 9:05
6. "The Bonny Swans" – 6:33
7. "The Old Ways" – 5:03
8. "All Souls Night" – 4:13
9. "Cymbeline" – 6:27